# Bệnh viện Tim Tâm Đức
Bệnh viện Tim Tâm Đức là một bệnh viện chuyên khoa Tim mạch có trụ sở tại Khu Y tế Điều dưỡng thuộc Khu A Phú Mỹ Hưng, đường Nguyễn Lương Bằng, Tân Phú, Quận 7, Thành phố Hồ Chí Minh.

## Lịch sử hình thành
Từ những năm 2000, được sự khuyến khích của lãnh đạo thành phố, Sở Y tế với mong muốn huy động các nguồn lực xã hội xây dựng thêm một bệnh viện chuyên khoa Tim mạch đồng hành và chia sẻ gánh nặng với Viện Tim Thành phố Hồ Chí Minh, đồng thời Nghị định số 73/1999/NĐCP ngày 19/8/1999 của Chính phủ về chính sách khuyến khích xã hội hóa đối với các hoạt động trong lĩnh vực Giáo dục, Y tế, Văn hóa, Thể thao có hiệu lực mà Bệnh viện Tim Tâm Đức đã được hình thành vào cuối mùa xuân năm 2004. Từ 2006 đến nay đã điều trị và khám chữa bệnh nội - ngoại trú cho hơn 1 triệu lượt bệnh nhân trong cả nước, thực hiện hơn 10 nghìn ca phẫu thuật tim các loại, đồng thời tiếp nhận hơn 5 nghìn trường hợp điều trị và phẫu thuật tim mạch từ thiện do các tổ chức và mạnh thường quân tài trợ với số tiền hơn 300 tỷ đồng.

## Độ nổi bật và ảnh hưởng
- Bệnh viện chuyên khoa tim mạch tư nhân đầu tiên cả nước[6]
- Số ít bệnh viện làm chủ được nhiều kỹ thuật khó: đặt Stent động mạch vành[7], thay van động mạch chủ qua da - TAVI[8],...
- Bệnh viện tư nhân duy nhất góp mặt trong danh sách 4 trung tâm chuyên khoa tim có số ca phẫu thuật nhiều nhất cả nước[9].

## Chương trình nhân đạo

### Quỹ Nhân đạo Tâm Đức
Do bệnh viện thành lập, chia sẻ thêm với các nhà tài trợ 10% chi phí phẫu thuật và hỗ trợ chi phí với các bệnh nhân khó khăn khác.

### Liên kết
- Chạy Vì Trái Tim: Gamuda Land Việt Nam - Quỹ Nhịp Tim Việt Nam[10]
- Trái tim nghĩa tình: Liên đoàn Lao động Thành phố Hồ Chí Minh - Tổng Liên đoàn Lao động Việt Nam - Quỹ Bảo trợ trẻ em Công đoàn Việt Nam[11]
- Trái tim nhân ái: Đài Phát thanh - Truyền hình Vĩnh Long[12]

## Khen thưởng
- Huân chương Lao động hạng Ba (2014)[1][4][13]